# マルトトリオース
マルトトリオース(Maltotriose)は、3分子のグルコースがα1-4グリコシド結合した三糖である。 アミラーゼによるアミロースまたはデンプンの分解で生成する。